# Maria Baiulescu
Maria Baiulescu (21 août 1860, Brașov, Empire d'Autriche - 24 juin 1941, Brașov, Royaume de Roumanie) est une autrice, militante des droits des femmes et nationaliste roumaine.

## Biographie
Maria Baiulescu naît à Brașov en 1860. Son père, Bartolomeu Baiulescu, est un prêtre orthodoxe roumain, sa mère, Elena Baiulescu, est la présidente du Comité national des femmes roumaines. Maria Baiulescu fait des études et sort diplômée de l'Institut Français de Filles. 
Elle commence une carrière littéraire, d'abord en tant que traductrice, puis rapidement comme écrivaine pour l'Enciclopedia Românǎ. Elle écrit également des pièces pour la « Societatea pentru crearea unui fond de teatru român ».
Plus tard, elle devient conférencière et autrice pour Asociația Transilvană pentru Literatura Română și Cultura Poporului Român (ASTRA). 
En 1908, elle remplace sa mère comme présidente de la « Reuniunea Femeilor Române » din Brașov. Elle occupera ce poste jusqu'en 1935. Pendant son mandat, elle lance une autre organisation connue sous le nom d'« Uniunea Femeilor Române ». Cette organisation, fondée en 1913, aide les femmes à se rassembler et à travailler sur des objectifs communs. Elle la dirige de sa création à 1935. 
Elle finance également un orphelinat pour filles et améliore les soins donnés aux jeunes enfants en leur apportant l'hygiène de base.
Maria Baiulescu souhaitait que les femmes soient à l'avant-garde du mouvement national roumain. Elle pensait que seules les femmes pouvaient préserver la nation roumaine et garder vivante la culture roumaine.
Maria Bailulescu s'est battue pour que les femmes aient les mêmes droits que les hommes. Elle a fondé une organisation connue sous le nom d'« Asociația pentru emanciparea civilǎ și politicǎ a femeilor române ». Cette association a aidé les femmes à utiliser leurs droits politiques.
Elle a continué à s'impliquer et à se battre pour les droits des femmes jusqu'à sa mort le 24 juin 1941.

## Reconnaissance
Un collège technique porte son nom dans sa ville de naissance, Brașov.